# Antonio de Córdoba
Fray Antonio de Córdoba (Córdoba, 1485 - Guadalajara, 1578) fue un escritor y teólogo franciscano español.

## Biografía
Vistió el hábito franciscano y profesó en 1510 en Alcalá de Henares, en cuya Universidad hizo todos sus estudios y tuvo por maestro a Juan de Medina, a quien siempre admiró. Destacado canonista y moralista, tuvo una enorme reputación en ambos campos, hasta el punto de que su parecer era citado en las Universidades de Alcalá de Henares y Salamanca. Fue confesor del emperador Carlos V y fue con él a Lovaina, en cuya Universidad desempeñó una cátedra. También ocupó relevantes cargos dentro de la Orden: guardián del convento de San Diego de Alcalá (1553-1556) y de San Juan de los Reyes de Toledo (1556-1557) y por tres veces provincial (1549-1552, 1557-1560, 1566-1569). Fue uno de los teólogos consultados para dirimir la licitud de la guerra entre Felipe II y Paulo IV (1556). Falleció en Guadalajara en 1578.
Escribió, entre otras obras, un Tratado de casos de consciencia (Zaragoza, 1561) que alcanzó al menos diecinueve ediciones en castellano, algunas bastante ampliadas, y dos en italiano. Reúne el autor en este libro 195 cuestiones ético-morales que apelan a la conciencia del hombre y que el autor trata de explicar según las leyes canónicas, las leyes naturales, las leyes civiles y sus propios criterios personales, mostrándose bastante laxo y permisivo, pues fue un gran defensor del derecho natural y un fiel seguidor del jurista Francisco de Vitoria: según él, el Papa no tiene potestad alguna sobre infieles, aunque les puede predicar la fe cristiana. También escribió un Quaestionarium Theologicum y unas críticas a Domingo de Soto.

## Obras
- Additiones in compendium privilegiorum Fratrum Minorum Alphonsi de Casarrubios. Napoli, 1593; Venetiis, 1603.
- Annotationes in Dominicum Sotum de Ratione tegendi et detegendi secretum. Compluti, 1553.
- Arma fidei sive loca communia et fundamenta generalia ad omnes haereticos convincendos de suis erroribus. Compluti: A. de Angula,1562.
- Commentaria in quatuor libros Magistri Sententiarum. Compluti,1569.
- De indulgentiis. Alcalá, 1554; Toleti, 1578; Venetiis: apud Beretum de Barentium, 1604; Ingolstadii, 1582, 1585, 1592, 1593.
- De potestate Papae. Venecia,1579.
- Dilucida expositio super regulam Fratrum Minorum, ex varia multiplice authorum lectione diligenter collecta. Lovanii, 1554; Venetiis, 1610; Matriti, 1616; Parisiis, 1621; versión de Pedro Navarro con adiciones, Madrid, 1641; Lovanii, 1550; Zopoyán: Mariano Guerrero, 1856.
- Expositio Evangelicae Regulae Seraphici Patris Sancti Francisci Ordinis universi Fratrum Minorum Fundatoris Eximii. Venetiis: Joannis de Albertis, 1610; Exposición de la Regla de San Francisco, Madrid, 1641; ...aumentada con muchas cuestiones por el Rvdo. P. Navarro. Zopopán: Mariano Guerrero, 1853.
- Fratris Dominici Soto Segobiensis... In causa pauperum deliberatio. Salamanca: Andrés Portonaris, [s.a.].
- Libellus de detractione et fama restitutione. Compluti: Joanis Brocarii, 1552.
- Opera Fr. Antonii Cordubensis Ordinis Minorum Regularis Observantiae Provinciae Castellae Provincialis Ministri. Libri quinque. Digesta. Venetiis: Jordani Ziletti, 1569. 2 vols.
- Quaestionarium theologicum. Venecia, 1569; Toleti, 1578.
- Tratado de casos de conciencia. Zaragoza, 1561; Toledo: Juan de Ayala, 1573; Toledo, 1575; Barcelona: Sansón Arbús, 1581; Zaragoza, 1581; Zaragoza: Domingo de Portonaris, 1584; Zaragoza: Simón López, 1586; Alcalá: Juan Gracián, 1589; Alcalá, Juan Gracían, 1592; Trattato de casi di conscienza. Brescia: Pietro Maria Marchetti, 1599, etc.